# Акатовское кладбище (Балашиха)
Акатовское кладбище — старинное кладбище при бывшем селе Акатово, в настоящее время являющемся кварталом в составе микрорайона Салтыковка города Балашиха (Московская область). Действующее.

## Описание
Акатовское кладбище расположено в квартале Акатово (бывшей деревне, до этого селе) на правом берегу речки Горенка (с 1990-х годов часто ошибочно именуемой Чернавкой или Чернявкой), недалеко от места впадения её справа в реку Пехорка.
Наиболее удобный подъезд со стороны Разинского шоссе, с поворотом на идущую на восток улицу Чехова. Продолжение улицы, минуя смешанный лесной массив Кучинского лесопарка, с парком «Акатово» к северу и Салтыковским экстрим-парком к югу от проезда, приводит в квартал Акатово, в северо-восточной части которого и расположено кладбище.
К северу от кладбища, на противоположном берегу Горенки находится Балашихинская районная ветеринарная станция по борьбе с болезнями животных (ветеринарная клиника), а за ней — территория ООО «Акатово» по производству полимерной упаковки (бывший Акатовский химический завод, с 1963 года — цех № 2 Балашихинского опытного химического завода).
К востоку и северо-востоку, на левом берегу Пехорки, начинается большая территория ОАО Племенной зверосовхоз «Салтыковский».

## Подведомственность
Территория Акатовского кладбища относится к судебному участку № 5 Мировых судей Балашихинского судебного района Московской области.